# Verdun (computerspel)
Verdun is een computerspel van het genre first-person shooter dat zich afspeelt tijdens de Eerste Wereldoorlog (1914-1918). Het werd ontwikkeld door de Nederlandse studio's M2H en Blackmill Games. Verdun verscheen als bètaversie op 9 juni 2013 en werd officieel gelanceerd op 28 april 2015 op het Steam softwareplatform. Het spel is beschikbaar voor Windows, Mac en Linux.
Overeenkomstig de naam is dit computerspel gebaseerd op de Slag om Verdun van 1916 en bevat realistische landschappen en historisch correct weergegeven wapens en andere attributen. Het belangrijkste doel is het veroveren van vijandelijke loopgraven. De maximaal 32 spelers kunnen kiezen uit verschillende teams, die zijn geformeerd naar legeronderdelen van de landen die aan deze slag deelnamen, zoals Britten, Duitsers en Fransen.